# U 852
U 852 war ein deutsches U-Boot vom Typ IX D2, das im Zweiten Weltkrieg zum Einsatz kam. Auf seiner einzigen Feindfahrt versenkte es zwei Handelsschiffe mit 9972 BRT, wodurch 34 Menschen starben. Nach der Versenkung der Peleus am 13. März 1944 wurden die Rettungsflöße der Schiffbrüchigen auf Befehl des Kommandanten Heinz-Wilhelm Eck unter Feuer genommen, so dass nur drei Männer überlebten. Das U-Boot wurde am 3. Mai 1944 durch sechs britische Flugzeuge schwer beschädigt, wobei sieben Mann der Besatzung fielen. 59 Besatzungsmitglieder retteten sich ans Ufer Britisch-Somalilands, wurden aber von britischen Truppen gefangen genommen. Eck und vier seiner Männer wurden nach dem Krieg wegen des Peleus-Zwischenfalls in Hamburg vor ein britisches Kriegsgericht gestellt; Kommandant Eck, der Zweite Wachoffizier August Hoffmann und der Bordarzt Walter Weißpfennig wurden Ende 1945 hingerichtet.

## Geschichte
Der Auftrag für dieses Boot wurde am 20. Januar 1941 an die AG Weser in Bremen vergeben.
Die Kiellegung fand am 15. April 1942 und der Stapellauf am 28. Januar 1943 statt. Am 15. Juni 1943 wurde das Boot in Dienst gestellt. Kommandant des Bootes war Kapitänleutnant Heinz-Wilhelm Eck.
Bis zum 31. Januar 1944 war das Boot der 4. U-Flottille in Stettin zur Ausbildung der Besatzung unterstellt. Anschließend gehörte es als Frontboot zur 12. U-Flottille in Bordeaux. Wie die meisten deutschen U-Boote seiner Zeit führte auch U 852 ein bootsspezifisches Zeichen am Turm. Es handelte sich um eine Schildkröte.

### Einsatz
Am 18. Januar 1944 verließ U 852 Kiel zu seiner ersten und einzigen Unternehmung. Das Boot war der Gruppe Monsun zugeteilt und hatte entsprechend den Stützpunkt der Monsunboote in Penang (Malaysia) zum Ziel. Es folgte ein kurzer Aufenthalt im norwegischen Kristiansand, wo am 21. Januar 1944 Ausrüstung geladen wurde. Dann nahm das Boot Kurs auf den Atlantik und lief südwärts. Am Abend des 13. März 1944 wurde nördlich der Insel Ascension der griechische Frachter SS Peleus mit 8.833 BRT (Lage) versenkt. Nach der Versenkung ließ Eck Überlebende beschießen, die Rettungsflöße mit Maschinengewehren und Handgranaten zerstören und versuchte, Wrackteile der Peleus durch Rammen zu versenken. Dies wurde später als sogenannter Peleus-Zwischenfall bekannt. Am 1. April 1944 versenkte Eck vor Kapstadt den britischen Dampfer Dahomian (Lage). Wenige Tage später nahm U 852 Kurs auf den Indischen Ozean und bewegte sich langsam an der Küste von Ostafrika entlang nach Norden. Am 14. April 1944 setzte das Boot einen Funkspruch an den BdU ab, in dem die Versenkung der Peleus und der Dahomian gemeldet wurde.

## Verlust des Bootes
Es gelang der britischen Funkaufklärung den Kurs, den U 852 einschlug, zu ermitteln und um das Kap der Guten Hoffnung nachzuvollziehen. Als das Boot in den Aktionsradius des East Africa Command der British Army eindrang, wurden regelmäßige Patrouillen des 621. RAF-Geschwaders eingerichtet, um U 852 aufzuspüren. Am Morgen des 2. Mai wurde das Boot von einer Vickers Wellington der Squadron 621 vor dem somalischen Hafun entdeckt und attackiert. Der britische Pilot H. R. Mitchell entschloss sich zu einem Angriff mit vier auf geringe Tiefe eingestellten Wasserbomben, die dicht an U 852 detonierten, während Kommandant Eck ein Alarmtauchen befahl. Die Detonation der gut platzierten Wasserbomben hatten jedoch das Lufteinlassventil des Bootes beschädigt. Darüber hinaus waren die Batterien und der Dieselluftmast in Mitleidenschaft gezogen worden, zudem drang Wasser ein, wodurch das Boot im Ganzen tauchunklar wurde. In den folgenden Stunden wurde U 852 wiederholt von sechs britischen Vickers Wellington der RAF-Squadrons 621 und 8 angegriffen und schwer beschädigt. Im Laufe des nächsten Tages konnten weiter andauernde Luftangriffe abgewehrt werden. Durch Bordwaffenbeschuss der Angreifer kamen mehrere Besatzungsmitglieder von U 852 ums Leben, unter ihnen der Erste Wachoffizier Colditz. Zusätzlich wurden 15 Mann der Besatzung verwundet. 

### Selbstsprengung
Am Abend setzte Kommandant Eck sein Boot an der Küste Britisch-Somalilands auf den Strand (Lage). Nachdem man erkannt hatte, dass U 852 mit Bordmitteln nicht zu reparieren war, befahl Eck, das Boot aufzugeben und zu zerstören. Eck versäumte es jedoch, das Kriegstagebuch und die Karten zu vernichten. Die Sprengung war zum größten Teil erfolgreich, wobei der Turm nahezu unversehrt blieb. Schriftlichen Quellen ist zu entnehmen, dass bei der Sprengung das Heck des Bootes abfiel, während aus fotografischem Material zu ersehen ist, dass sowohl Heck als auch Bug des Bootes abgesprengt wurden. Die umfangreiche Zerstörung des Bootes durch ein bordeigenes Sprengkommando wird auch von Augenzeugenberichten gestützt. 59 Besatzungsmitglieder, darunter der Kommandant, überlebten den Verlust des Bootes und konnten sich zum Teil an den Strand retten. Mehrere von diesen sowie die im Wasser Schwimmenden wurden von einem inzwischen eingetroffenen britischen Kriegsschiff, der HMS Falmouth als Kriegsgefangene an Bord genommen. 16 Mann konnten den Steilhang erklimmen und zunächst entkommen. Sie wurden erst mehrere Tage später von britischen Truppen mit Hilfe des Somaliland Camel Corps gefangen genommen, nachdem sie in der Wüstengegend nicht weiter gekommen waren. 

### Fragliche britische Verluste
Sieben deutsche Seeleute waren im Gefecht infolge der Luftangriffe auf das Boot ums Leben gekommen. In Berichten Überlebender von U 852 wird im Gegenzug der Abschuss einer Wellington durch die Flak des U-Bootes und der Absturz eines weiteren Flugzeugs zum Zeitpunkt der Sprengung des U-Bootes erwähnt, doch werden in englischen Publikationen über die Luftangriffe auf U 852 keine Angaben zu entsprechenden Flugzeugverlusten gemacht.

### Nachspiel
Die 59 Überlebenden von U 852 wurden nach Aden gebracht, wo sie am 6. Mai eintrafen. Im Laufe der folgenden Verhöre berichteten verärgerte Besatzungsmitglieder, unter anderem LI Lenz, über die Gräueltaten im Zusammenhang mit der Versenkung der Peleus. Später konnten die Briten in das Wrack von U 852 eindringen und eine Bachstelze bergen. Auf diese Weise erfuhren sie zum ersten Mal etwas von diesem Tragschrauber. Ferner fanden sie das Kriegstagebuch sowie eine Seekarte, auf welcher der Versenkungsort der Peleus markiert war. Daraufhin wurden Kapitänleutnant Eck und vier seiner Leute im Oktober 1945 vor ein britisches Militärgericht gestellt. Eck und zwei seiner Offiziere, Leutnant z.S. August Hoffmann und Oberstabsarzt Walter Weißpfennig, wurden der Ermordung von schiffbrüchigen Besatzungsangehörigen der Peleus für schuldig befunden, zum Tode verurteilt und am 30. November 1945 hingerichtet.